# Dicranomyia (Dicranomyia) lagunta lagunta
Dicranomyia (Dicranomyia) lagunta lagunta is een ondersoort van de tweevleugelige Dicranomyia (Dicranomyia) lagunta uit de familie steltmuggen (Limoniidae). De ondersoort komt voor in het Australaziatisch gebied.